# بلو دالفین (قایق دو دگلی)
بلو دالفین (قایق دو دگلی) (به انگلیسی: Blue Dolphin (schooner)) یک کشتی بود که طول آن ۹۹ فوت ۸ اینچ (۳۰٫۳۸ متر) بود. این کشتی در سال ۱۹۲۶ ساخته شد.